# Hedworth Meux

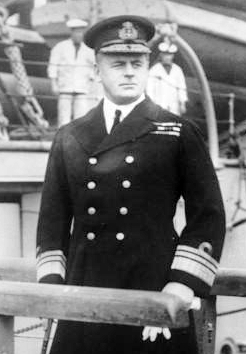
Hedworth Meux 1915.

Sir Hedworth Meux, före 1911 sir Hedworth Lambton, född 5 juli 1856, död 20 september 1929, var en brittisk militär, sonson till John George Lambton, 1:e earl av Durham. 
Han inträdde i brittiska flottans tjänst 1870, deltog i Alexandrias bombardemang och egyptiska fälttåget 1882, blev kapten 1889 och anförde den marinbrigad, som 1899 omedelbart innan Ladysmith inneslöts av boerna lyckades framtränga dit. Hans skeppskanoner, som i hast hade apterats för landtjänst, blev av ovärderlig nytta under den långa belägringen. Lambton blev 1902 konteramiral, 1907 viceamiral, 1911 amiral, 1915 admiral of the Fleet samt erhöll 1906 knightvärdighet. Valerie Meux, som imponerats av hans insatser vid Ladysmith, testamenterade sin egendom till Lambton på villkor att han bytte efternamn, vilket han gjorde 1911 efter att hon avlidit 1910. Meux fyllnadsvaldes till underhuset som konservativ när han lämnade flottan 1916, men avböjde omval 1918.